# Chip Minton
Nathan Minton –conocido como Chip Minton– (Macon, 9 de junio de 1969) es un deportista estadounidense que compitió en bobsleigh.
Ganó una medalla de bronce en el Campeonato Mundial de Bobsleigh de 1997, en la prueba cuádruple. Participó en dos Juegos Olímpicos de Invierno, en los años 1994 y 1998, ocupando el quinto lugar en Nagano 1998, en la misma prueba.

## Palmarés internacional
| Campeonato Mundial | Campeonato Mundial   | Campeonato Mundial | Campeonato Mundial |
| Año                | Lugar                | Medalla            | Prueba             |
| ------------------ | -------------------- | ------------------ | ------------------ |
| 1997               | Sankt Moritz (Suiza) | Medalla de bronce  | Cuádruple          |